# Allan Rex Sandage
Allan Rex Sandage (Iowa City, Iowa, 18 de junio de 1926-San Gabriel, California, 13 de noviembre de 2010) fue un astrónomo y cosmólogo estadounidense.

## Biografía
Se graduó en la Universidad de Illinois en 1948. En 1953 obtuvo su doctorado por el Instituto de Tecnología de California.
Su actividad de investigación en el campo de la astrofísica se centró en el estudio de los espectros de determinados cúmulos globulares, así como en la posibilidad de que el Universo no solo se expanda sino que también presente fases de contracción periódicas. Entre sus descubrimientos más notables se encuentra la detección, para el rango de la luz asociada al hidrógeno a alta temperatura, de procesos violentos asociados al núcleo de la galaxia M82. Destacó también por sus estudios de las fuentes de radiación de gran intensidad situadas fuera de nuestra galaxia (es decir, la Vía Láctea). Fue uno de los primeros en considerar que las observaciones de Hubble probaban concluyentemente que las nebulosas eran galaxias externas de dimensiones comparables a la nuestra.
Sandage comenzó trabajando para el Observatorio Palomar. Descubrió las primeras "estrellas errantes azules" en el cúmulo globular M3 en 1952. Desde entonces, se pensó que las mismas eran estrellas parecidas a nuestro Sol, si bien su color azul y mayor brillo indicaban que se trataba de estrellas mucho más masivas y jóvenes que las que suelen poblar los cúmulos globulares.
En 1958 publicó la primera estimación del parámetro de Hubble, unos 75 km/s/Mpc, que es un valor muy cercano al aceptado en la actualidad. Posteriormente se convirtió en el principal defensor de un valor aún más bajo, alrededor de 50, que se correspondería con una edad de Hubble de unos 20 000 millones de años.
Realizó estudios espectrales de los cúmulos globulares, y dedujo que tenían una edad de al menos 25 000 millones de años, lo que le llevó a especular que el universo no solo se contrae, sino que en realidad se expande y se contrae en ciclos de 80 000 millones de años. En la actualidad, las estimaciones sobre la edad del Universo se encuentran por lo general en torno a los 14 000 millones de años.
Era conocido también por el descubrimiento de chorros de energía que emergen de la Galaxia M82, que deben de haber sido provocados por explosiones masivas en el núcleo. La evidencia indica que estas erupciones han estado ocurriendo durante los últimos 1,5 millones de años.
Sandage era de origen judío, pero a los 60 años se convirtió al cristianismo. A la pregunta de «¿Puede alguien ser científico y cristiano a la vez?», respondió: «Sí. Como dije anteriormente, el mundo es demasiado complejo y sus partes están demasiado interconectadas como para que todo sea debido a la suerte.»
Tuvo una participación importante para establecer un observatorio astronómico en el hemisferio sur: el Observatorio Las Campanas, en Chile.
Falleció el 13 de noviembre de 2010 en San Gabriel (California) debido a un cáncer de páncreas.

## Honores
Premios
- Helen B. Warner Prize for Astronomy (1957)
- Eddington Medal (1963)
- Medalla de oro de la Real Sociedad Astronómica (1967)
- National Medal of Science (1970)
- Henry Norris Russell Lectureship (1972)
- Bruce Medal (1975)
- Premio Crafoord de la Academia Sueca de Ciencias (1991)
- Premio Gruber de Cosmología (2000)

Con su nombre
- Asteroide (9963) Sandage

## Obras
- Galaxies and the Universe[5]
- The Mount Wilson Observatory: Breaking the Code of Cosmic Evolution[6] (Primer volumen de la serie Centennial History of the Carnegie Institution of Washington)[7]
- The Hubble Atlas of Galaxies[8][9][10]
- The Carnegie Atlas of Galaxies[11]